# Eimersleben
Eimersleben ist ein Ortsteil der Gemeinde Ingersleben im Landkreis Börde in Sachsen-Anhalt.

## Geographie
Der Ort liegt etwa drei Kilometer westlich von Erxleben.
Als Wohnplatz der Gemeinde war das Vorwerk Eimersleben ausgewiesen.

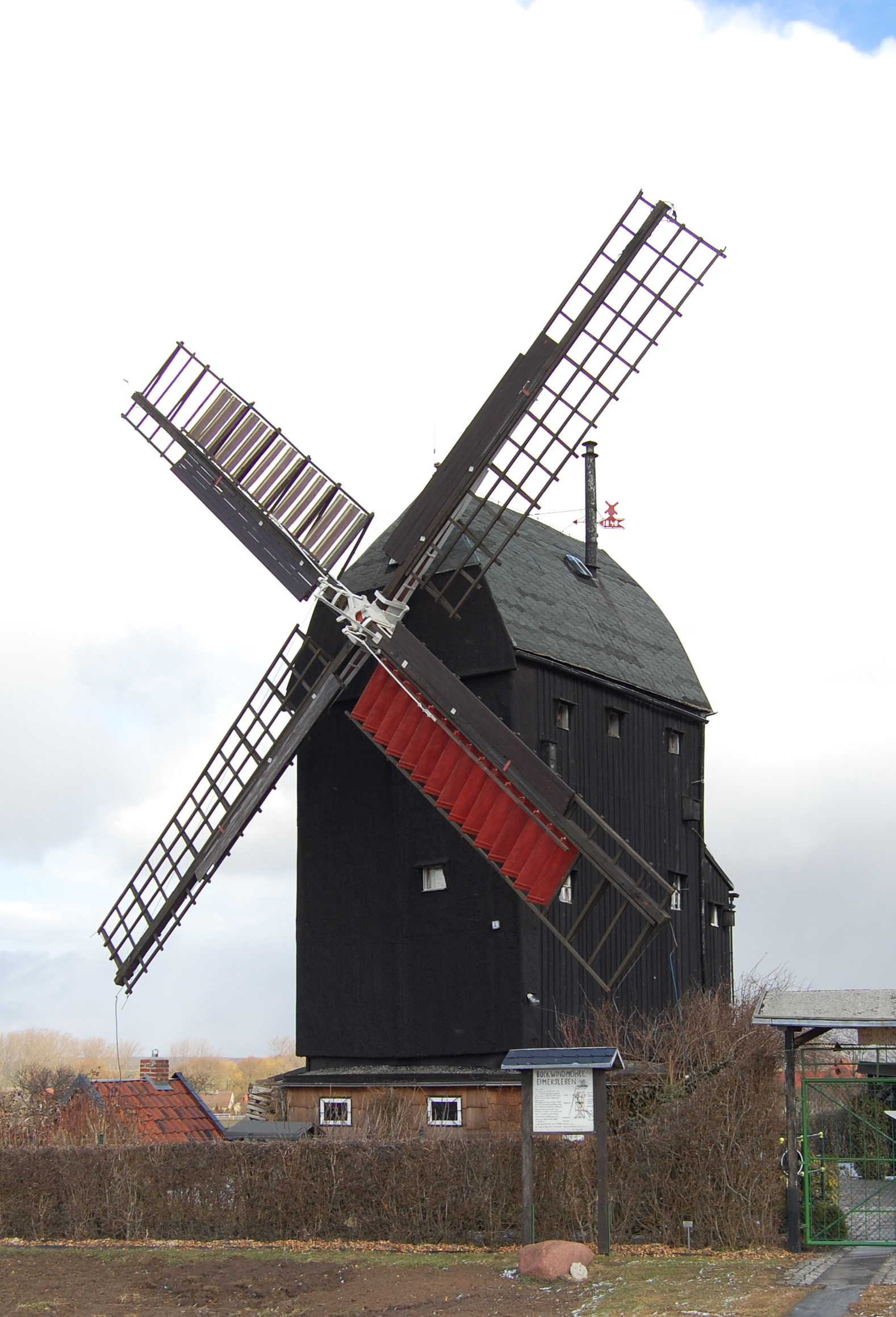
Bockwindmühle Eimersleben

## Geschichte
Eimersleben wurde erstmals im Jahr 1043 als Emerisleve urkundlich erwähnt. Um 1280 wurde es Amersleve genannt. Eimersleben hat seinen Ursprungsnamen von Oymersleve. Der Name setzte sich aus dem Germanen und Gründer der Siedlung Oymers und aus dem Wort leve zusammen. Im Sprachgebrauch hieß es daher vermutlich zu Oymersleve gehen. Im Laufe der Zeit wurde daraus Eimersleben.
Die Edelherren von Meinersen waren in Eimersleben begütert. Sie gaben um 1280 aus ihrem Eigenbesitz 1 Hofstelle als Lehen an Konrad von Bornstedt.
Am 1. Januar 2010 schlossen sich die bis dahin selbstständigen Gemeinden Eimersleben, Alleringersleben, Morsleben und Ostingersleben zur neuen Gemeinde Ingersleben zusammen.

### Bürgermeister
Der ehrenamtliche Bürgermeister Bernd-Hagen Hille († Mai 2007) war seit dem 12. Mai 1996 im Amt. Nach Neuwahlen im Dezember 2007 war Kay Peters Bürgermeister, der dieses Amt bis zur Auflösung der Gemeinde und Neugründung der Gemeinde Ingersleben innehatte.

## Wirtschaft und Infrastruktur

### Verkehrsanbindung
Die Bundesstraße 1, die Braunschweig mit Magdeburg verbindet, führt direkt durch die Gemarkung. Die Bundesautobahn 2 (Anschlussstelle Eilsleben) wird nach 7 km erreicht.

## Bauwerke
Die Kirche St. Petri stammt zum Teil aus romanischer Zeit. Westlich des Dorfes steht auf einer kleinen Anhöhe die 1848 erbaute Bockwindmühle Eimersleben.